# 第53回アカデミー賞
第53回アカデミー賞（だい53かいアカデミーしょう）は1981年3月31日に発表・授賞式が行われた。

## 式典
第53回目のアカデミー賞授賞式は1981年3月30日に行われる予定だったが、その日にロナルド・レーガン大統領の暗殺未遂事件があったため、次の日に延期された上で行われた。結果は、俳優のロバート・レッドフォードが初めて監督したドラマ『普通の人々』が作品賞・監督賞などを受賞。また、外国語映画賞に黒澤明の『影武者』がノミネートされていたが、受賞はならなかった。

## 候補と受賞の一覧
太字は受賞である。
また、以下での人名表記は
1. 作品の日本語公式情報およびAMPAS公式サイトの日本版とWOWOWによる授賞式放送での表記に準ずる。
2. 見当たらない場合はデータベースサイトなどを参考。
3. それでもない場合は英語表記のままとする。

| 作品賞 | 監督賞 |
| --- | --- |
| - 『普通の人々』 – ロナルド・L・シュワリー - 『歌え!ロレッタ愛のために』 – バーナード・シュワルツ - 『エレファント・マン』 – ジョナサン・サンガー - 『レイジング・ブル』 – ロバート・チャートフ、アーウィン・ウィンクラー - 『テス』 – クロード・ベリ | - ロバート・レッドフォード – 『普通の人々』 - デヴィッド・リンチ – 『エレファント・マン』 - マーティン・スコセッシ – 『レイジング・ブル』 - リチャード・ラッシュ – 『スタントマン』 - ロマン・ポランスキー – 『テス』 |
| 主演男優賞 | 主演女優賞 |
| - ロバート・デ・ニーロ – 『レイジング・ブル』 - ロバート・デュヴァル – 『パパ』 - ジョン・ハート – 『エレファント・マン』 - ジャック・レモン – 『マイ・ハート マイ・ラブ』 - ピーター・オトゥール – 『スタントマン』 | - シシー・スペイセク – 『歌え!ロレッタ愛のために』 - エレン・バースティン – 『レザレクション/復活』 - ゴールディ・ホーン – 『プライベート・ベンジャミン』 - メアリー・タイラー・ムーア – 『普通の人々』 - ジーナ・ローランズ – 『グロリア』 |
| 助演男優賞 | 助演女優賞 |
| - ティモシー・ハットン – 『普通の人々』 - ジャド・ハーシュ – 『普通の人々』 - マイケル・オキーフ – 『パパ』 - ジョー・ペシ – 『レイジング・ブル』 - ジェイソン・ロバーズ – 『メルビンとハワード』 | - メアリー・スティーンバージェン – 『メルビンとハワード』 - アイリーン・ブレナン – 『プライベート・ベンジャミン』 - エヴァ・ル・ガリエンヌ – 『レザレクション/復活』 - キャシー・モリアーティ – 『レイジング・ブル』 - ダイアナ・スカーウィッド – 『サンフランシスコ物語』 |
| 脚本賞 | 脚色賞 |
| - 『メルビンとハワード』 – ボー・ゴールドマン - 『ブルベイカー』 – W・D・リクター、アーサー・ロス - 『フェーム』 – クリストファー・ゴア - 『アメリカの伯父さん』 – ジャン・グリュオー - 『プライベート・ベンジャミン』 – ナンシー・マイヤーズ、チャールズ・シャイア、ハーヴェイ・ミラー | - 『普通の人々』 – アルヴィン・サージェント - 『英雄モラント/傷だらけの戦士』 – ジョナサン・ハーディ、デヴィッド・スティーヴンス、ブルース・ベレスフォード - 『歌え!ロレッタ愛のために』 – トム・リックマン - 『エレファント・マン』 – クリストファー・デヴォア、エリック・バーグレン、デヴィッド・リンチ - 『スタントマン』 – ローレンス・B・マーカス、リチャード・ラッシュ |
| 外国語映画賞 | 編集賞 |
| - 『モスクワは涙を信じない』 (ソ連) - 『コンフィデンス/信頼』 (ハンガリー) - 『影武者』 (日本) - 『終電車』 (フランス) - 『エル・ニド』 (スペイン) | - 『レイジング・ブル』 – セルマ・スクーンメイカー - 『歌え!ロレッタ愛のために』 – アーサー・シュミット - 『コンペティション』 – デイヴィッド・ブリューイット - 『エレファント・マン』 – アン・V・コーツ - 『フェーム』 – ジェリー・ハンブリング |
| 長編ドキュメンタリー映画賞 | 短編ドキュメンタリー映画賞 |
| - 『毛沢東からモーツァルトへ/中国のアイザック・スターン』 – ミューレイ・レイナー - Agee – ロス・スピアーズ - The Day After Trinity – ジョン・エルス - 『フロント・ライン/ベトナム戦争の全貌』 – デヴィッド・ブラッドベリー - The Yellow Star: The Persecution of the Jews in Europe 1933-45 – Bengt von zur Mühlen、アーサー・コーン | - Karl Hess: Toward Liberty – Roland Hallé、ピーター・ラドゥー - Don't Mess with Bill – ジョン・ワトソン、ペン・デンシャム - The Eruption of Mount St. Helens! – ジョージ・ケイシー - It's the Same World' – ディック・ヤング - Luther Metke at 94 – リチャード・ワトキンス、Jorge Preloran |
| 短編実写映画賞 | 短編アニメ映画賞 |
| - The Dollar Bottom – ロイド・フィリップス - Fall Line – ボブ・カーマイケル、グレッグ・ロウ - A Jury of Her Peers – Sally Heckel | - The Fly – フランツ・ロシェフ - All Nothing – フレデリック・バック - History of the World in Three Minutes Flat – マイケル・ミルズ |
| 作曲賞 | 歌曲賞 |
| - 『フェーム』 – マイケル・ゴア - 『アルタード・ステーツ/未知への挑戦』 – ジョン・コリリアーノ - 『エレファント・マン』 – ジョン・モリス - 『スター・ウォーズ エピソード5/帝国の逆襲』 – ジョン・ウィリアムズ - 『テス』 – フィリップ・サルド | - 「フェーム」（『フェーム』） – マイケル・ゴア (作曲)、ディーン・ピッチフォード (作詞) - "9 to 5"（『9時から5時まで』） – ドリー・パートン (作詞・作曲) - 「オン・ザ・ロード・アゲイン」（『忍冬の花のように』） – ウィリー・ネルソン (作詞・作曲) - "Out Here on My Own"（『フェーム』） – マイケル・ゴア (作曲)、レスリー・ゴア (作詞) - ""People Alone"（『コンペティション』） – ラロ・シフリン (作曲)、ウィルバー・ジェニングス (作詞) |
| 美術賞 | 撮影賞 |
| - 『テス』 – ピエール・ギュフロワ (美術・装置)、ジャック・スティーヴンス (美術・装置) - 『歌え!ロレッタ愛のために』 – ジョン・W・コルソ (美術)、ジョン・M・ドワイアー (装置) - 『エレファント・マン』 – スチュアート・クレイグ (美術)、ボブ・カートライト (美術)、ヒュー・スケアイフ (装置) - 『スター・ウォーズ エピソード5/帝国の逆襲』 – ノーマン・レイノルズ (美術)、レスリー・ディリー (美術)、ハリー・ラング (美術)、アラン・トムキンス (美術)、マイケル・フォード (装置) - 『影武者』 – 村木与四郎 (美術・装置) | - 『テス』 – ジェフリー・アンスワース、ギスラン・クロケ - 『青い珊瑚礁』 – ネストール・アルメンドロス - 『歌え!ロレッタ愛のために』 – ラルフ・D・ボード - 『ジェネシスを追え』 – ジェームズ・クレイブ - 『レイジング・ブル』 – マイケル・チャップマン |
| 衣裳デザイン賞 | 録音賞 |
| - 『テス』 – アンソニー・パウエル - 『エレファント・マン』 – パトリシア・ノリス - 『わが青春の輝き』 – Anna Senior - 『ある日どこかで』 – ジャン・ピエール・ドルレアック - 『世界崩壊の序曲』 – ポール・ザストゥプネヴィッチ | - 『スター・ウォーズ エピソード5/帝国の逆襲』 – ビル・ヴァーニー、スティーヴ・マスロウ、グレッグ・ランデイカー、ピーター・サットン - 『アルタード・ステーツ/未知への挑戦』 – アーサー・ピアンタドシ、レス・フレッショルツ、マイケル・ミンクラー、ウィリー・D・バートン - 『歌え!ロレッタ愛のために』 – リチャード・ポートマン、ロジャー・ヘマン、ジム・アレクサンダー - 『フェーム』 – マイケル・J・コフート、アーロン・ローチン、ジェイ・M・ハーディング、クリス・ニューマン - 『レイジング・ブル』 – ドナルド・O・ミッチェル、ビル・ニコルソン、デヴィッド・J・キンボール、レス・ラザロウィッツ |

### アカデミー名誉賞
- ヘンリー・フォンダ

### アカデミー特別業績賞
- スター・ウォーズ エピソード5/帝国の逆襲 (ブライアン・ジョンソン、リチャード・エドランド、デニス・ミューレン、Bruce Nicholson)

### プレゼンター
| プレゼンター                 | 役                                                    |
| ---------------------------- | ----------------------------------------------------- |
| ジャック・レモン             | 助演男優賞                                            |
| メアリー・タイラー・ムーア   | 助演男優賞                                            |
| アラン・アーキン             | 短編実写映画賞 短編アニメ映画賞                       |
| マーゴット・キダー           | 短編実写映画賞 短編アニメ映画賞                       |
| レスリー＝アン・ダウン       | 長編ドキュメンタリー映画賞 短編ドキュメンタリー映画賞 |
| リチャード・チェンバレン     | 長編ドキュメンタリー映画賞 短編ドキュメンタリー映画賞 |
| ピーター・オトゥール         | 美術賞                                                |
| シシー・スペイセク           | 美術賞                                                |
| ナスターシャ・キンスキー     | 衣裳デザイン賞                                        |
| シガニー・ウィーバー         | 衣裳デザイン賞                                        |
| ジャック・ヴァレンテ         | 視覚効果賞                                            |
| バーナデット・ピーターズ     | 録音賞                                                |
| ビリー・ディー・ウィリアムズ | 録音賞                                                |
| ブルック・シールズ           | 外国語映画賞                                          |
| フランコ・ゼフィレッリ       | 外国語映画賞                                          |
| ニコラス・ブラザーズ         | 作曲賞                                                |
| リチャード・プライヤー       | 編集賞                                                |
| ジェーン・シーモア           | 編集賞                                                |
| ダイアナ・ロス               | 助演女優賞                                            |
| ドナルド・サザーランド       | 助演女優賞                                            |
| アンジー・ディキンソン       | 歌曲賞                                                |
| ルチアーノ・パヴァロッティ   | 歌曲賞                                                |
| ピーター・ユスティノフ       | 脚本賞 脚色賞                                         |
| ロバート・レッドフォード     | 名誉賞 (ヘンリー・フォンダ)                           |
| ブライス・ダナー             | 撮影賞                                                |
| スティーヴ・マーティン       | 撮影賞                                                |
| ジョージ・キューカー         | 監督賞                                                |
| キング・ヴィダー             | 監督賞                                                |
| サリー・フィールド           | 主演男優賞                                            |
| リリアン・ギッシュ           | 作品賞                                                |
| ダスティン・ホフマン         | 主演女優賞                                            |

### パフォーマー
| 名前                     | 内容                                         |
| ------------------------ | -------------------------------------------- |
| ルシー・アナーズ         | "Hooray for Hollywood"                       |
| ウィリー・ネルソン       | "On the Road Again" (忍冬の花のように)       |
| アイリーン・キャラ       | 「フェーム」 "Out Here On My Own" (フェーム) |
| ドリー・パートン         | "9 to 5" (9時から5時まで)                    |
| ディオンヌ・ワーウィック | "People Alone" (コンペティション)            |

### 統計
| 複数候補: - 8 候補: 『エレファント・マン』、『レイジング・ブル』 - 7 候補: 『歌え!ロレッタ愛のために』 - 6 候補: 『フェーム』、『普通の人々』、『テス』 - 3 候補: 『スター・ウォーズ エピソード5/帝国の逆襲』、『メルビンとハワード』、『プライベート・ベンジャミン』、『スタントマン』 - 2 候補: 『アルタード・ステーツ/未知への挑戦』、『コンペティション』、『パパ』、『影武者』、『レザレクション/復活』 | 複数受賞. - 4 受賞: 『普通の人々』 - 3 受賞: 『テス』 - 2 受賞: 『フェーム』、『メルビンとハワード』、『レイジング・ブル』 |